# ویکس کورنر (کالیفرنیا)
ویکس کورنر (به انگلیسی: Wicks Corner) یک منطقهٔ مسکونی در ایالات متحده آمریکا است که در شهرستان بیوت، کالیفرنیا واقع شده‌است. ویکس کورنر ۸۳ متر بالاتر از سطح دریا واقع شده‌است.